# تاريخ المنطق

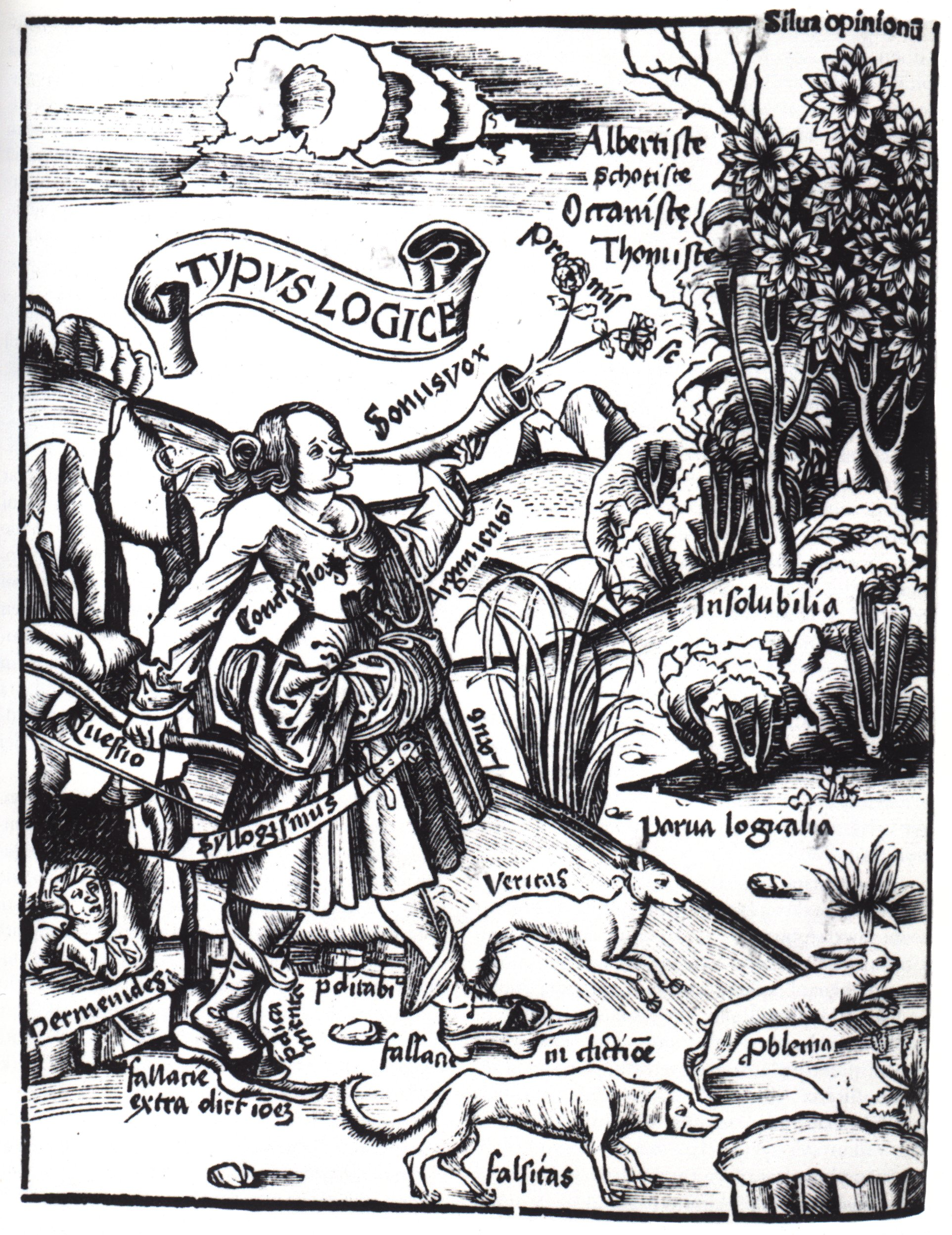
نقش خشبي من جريجور ريش، مارغريتا فيلوسوفيكا، رُسم عن المنظق نشر مابين عام 1503/1508.

يتعامل تاريخ المنطق مع دراسة تطور علم الاستدلال الصحيح (المنطق). تم تطوير المنطق الرسمي في العصور القديمة في الهند والصين واليونان. الطرق اليونانية، وخاصة المنطق الأرسطي كما هو موجود في الأورغانون، وجدت تطبيقًا واسعًا وقبولًا في العلوم والرياضيات الغربية لآلاف السنين. بدأ الرواقيون، وخاصةً خريسيبوس، في تطوير المنطق الأصلي.
قام الفلاسفة المسيحيون والإسلاميون مثل بوثيوس (توفي 524) وابن سينا (توفي 1037) ووليم الأوكامي (توفي 1347) بتطوير منطق أرسطو في العصور الوسطى، ووصل إلى نقطة عالية في منتصف القرن الرابع عشر، مع جان بوريدان. شهدت الفترة ما بين القرن الرابع عشر وبداية القرن التاسع عشر انخفاضًا وإهمالًا إلى حد كبير. حكمت الأساليب التجريبية اليوم، كما وضح السير فرانسيس بيكون في Novum Organum لعام 1620.
انتعش المنطق في منتصف القرن التاسع عشر، في بداية الفترة الثورية عندما تطور الموضوع إلى انضباط صارم ورسمي والذي كان مثالاً يحتذى به على الطريقة الدقيقة لإثبات المسائل في الرياضيات، واستعادة للتقليد اليوناني. يعد تطوير المنطق «الرمزي» أو «الرياضي» الحديث خلال هذه الفترة من قبل أمثال جورج بول وجوتلوب فريجه وبيرتراند راسل وجوزيبه بيانو هو الأهم في تاريخ المنطق الذي يمتد لألفي عام، ويمكن القول إنه أحد أكثر الفترات أهمية والرائعة للمنطق في التاريخ الفكري الإنساني.
كان للتقدم في المنطق الرياضي في العقود القليلة الأولى من القرن العشرين، وخاصةً الناشئة عن عمل غودل وتارسكي، تأثير كبير على الفلسفة التحليلية والمنطق الفلسفي، خاصة منذ الخمسينيات فصاعدًا، في موضوعات أمثال المنطق الشرطي.